# Künstlerball
Künstlerball ist eine US-amerikanische Filmkomödie aus dem Jahr 1937. Das Drehbuch basiert auf einer Erzählung von Sig Herzig und Eugene Thackrey.

## Handlung
Mac Brewster, Inhaber einer Werbefirma, wird zum Vorsitzenden des „Artists and Models Ball“ ernannt und muss nun eine Ballkönigin suchen. Mit dem Geschäftsmann Alan Townsend hat er ein Geschäft für eine Million Dollar abgeschlossen. Er will das „Townsend Silver Girl“ zur Königin machen. Seiner Freundin, dem Model Paula Sewell, verspricht er, sie zur Ballkönigin zu machen. Doch Townsend will keine Schauspielerin, er will ein ganz normales Mädchen.
Als Cynthia Wentworth bei Townsend auftaucht, um für einen wohltätigen Zweck zu sammeln, bietet er ihr an, das Townsend Girl zu werden. Zur gleichen Zeit macht Mac Paula einen Heiratsantrag. Paula ist sich sicher, die richtige Wahl zu sein. Sie reist nach Miami und mischt sich dort als Paula Monterey unter die Reichen. Sie trifft Alan und verbringt den Abend mit ihm. Als sie abends zusammen in den Pool springen, nennt Alan sie Cinderella. Zur selben Zeit trifft Mac auf Cynthia, die er für ein Model hält. Als er erfährt, dass sie eine Wentworth von der Park Avenue ist, sieht er in ihr das Townsend Girl.
In Miami hält Paula die Fassade eines Societygirls aufrecht. Alan sieht in ihr das Townsend Girl. Mac und Cynthia kommen in Miami an und treffen mit Alan und Paula zusammen. Mac erfährt nun, dass Alan den Job des Townsend Girls an Paula versprochen hat, in die er sich verliebt hat. Paula löst sich von Mac und gesteht ihm ihre Liebe zu Alan. Alans Mutter bekommt heraus, dass Paula ein professionelles Model ist und glaubt, dass Paula ihren Sohn benutzt habe. Doch Alan erlaubt ihr, das Townsend Girl zu bleiben.
Zwei Monate später, am Ballabend, machen sowohl Paula als auch Cynthia Alan einen Antrag. Paulas Wohnungsgefährtin Toots erzählt Alan, dass Paula ihn liebe. Paula wird zur Ballkönigin gekrönt. Sie verliert einen Schuh, den ihr ein kostümierter Alan überreicht. Paula und Alan verlassen die Bühne als glückliches Paar, ebenso wie Cynthia und Mac.

## Kritik
Das Lexikon des internationalen Films bezeichnet den Film kurz und knapp als „unterhaltsame Hollywoodkomödie.“
Frank S. Nugent von der New York Times beschrieb den Film als freundlich, glänzend und originell, eine der lebhaftesten Komödien der Kinosaison. Das Drehbuch habe Humor, Walsh inszeniere ruhig und reibungslos, die engagierte Besetzung verleihe dem Film Schwung und Elan.

## Auszeichnungen
1938 wurde das Lied Whispers in the Dark von Friedrich Hollaender und Leo Robin in der Kategorie Bester Song für den Oscar nominiert.

## Hintergrund
Die Uraufführung der Produktion von Paramount Pictures fand am 4. August 1937 in New York statt. In Deutschland erschien der Film erstmals am 7. Mai 1978 im Rahmen einer TV-Premiere im dritten Programm des HR.
Der Film ist einer von über 700 Paramount-Produktionen, die zwischen 1929 und 1949 gedreht wurden, und deren Filmrechte 1958 an Universal Pictures verkauft wurden.
Einen Gastauftritt hatten Martha Raye und Louis Armstrong mit ihrer Nummer Public Melody #1, die auf dem Ball gespielt wurde. Die Choreografie übernahm Vincente Minnelli, der hier das erste Mal für einen Hollywoodfilm arbeitete. Weitere Gastauftritte hatten die Sängerin Connee Boswell und die Cartoonisten Peter Arno und Rube Goldberg.